# Erik IX. Sveti
Erik IX. Sveti (šved. Erik Jedvardsson; Erik den helige) (? – Uppsala, 18. svibnja 1160.), švedski kralj od oko 1156. do 1160. godine. Smatra se svecem zaštitnikom Švedske, premda ga Crkva nije službeno kanonizirala.
Pokorio je Fince i obratio ih na kršćanstvo. Podigao je brojne crkve i osnovao samostane. Širio je kršćanstvo u Švedskoj.

## Vanjske poveznice
- Erik IX. Sveti Hrvatska enciklopedija
- Erik IX. Sveti Proleksis enciklopedija

| Erik SvetiDinastija ErikRođ. 1120. Umr. 18. svibnja 1160. |                             |                       |
| Vladarske titule                                          |                             |                       |
| prethodnik Sverker I. Stariji                             | švedski kralj 1156. – 1160. | nasljednik Magnus II. |